# Rugby à XV au Liechtenstein
Cet article traite du rugby à XV au Liechtenstein.

## Histoire
Les deux principaux clubs sont le Lynx RC, qui est basé au Sportpark Eschen-Mauren, à Eschen, et le FC Vaduz Red Fierté Rugby, basé dans la capitale du Liechtenstein, Vaduz.

## Organisation
La Fédération du Liechtenstein de rugby à XV est fondée en 2010 et s'affile à rugby Europe en 2011.

## Compétitions nationales
Les clubs participent au championnat de Suisse de rugby à XV.